# László Ferenc (régész)
László Ferenc (Sepsiszentgyörgy, 1873. június 28. – Kolozsvár, 1925. szeptember 16.) magyar régész, néprajzkutató, meteorológus. László Dezső egyházi író, László Endre jogász, László Ferenc jogász, László Kálmán mikológus, László Zoltán újságíró apja. László Attila régész nagyapja.

## Életútja
A kolozsvári Református Kollégiumban érettségizett (1892), a Ferenc József Tudományegyetemen természetrajz-földrajz szakos tanári diplomát és doktorátust szerzett (1896). Tanársegéd az egyetemen, majd szülővárosában a Székely Mikó Kollégium tanára (1897–1925). Meteorológiai állomást szervezett (1898); a Székely Nemzeti Múzeum múzeum őre (1920-23). Az Erdélyi Múzeum-Egyesület (EME) tagja.
Nemzetközi hírnévre tett szert 28 négyezer éves újabb kőkorszakbeli őstelep feltárásával Háromszék megyében; különösen erősdi és oltszemi ásatásainak voltak köszönhetőek a mükénéi kultúrát megelőző időszak festett edényeinek, kanalainak, idólumainak, csontszerszámainak és ékszereinek a Székely Nemzeti Múzeumba került leletei (ezek egy része menekítés közben a II. világháború alatt elpusztult). Az ásatásokat a Cambridge-i Egyetem Régészeti és Etnológiai Múzeuma is támogatta. Megvetette a Székely Nemzeti Múzeum néprajzi részlegének alapjait is, bevonva diákjait az anyaggyűjtésbe.
Jelentései, szaktanulmányai és ismeretterjesztő írásai szétszórtan jelentek meg a korabeli Székely Nemzet, Székely Nép, Székely Újság, Csíki Lapok, Vasárnap hasábjain, iskolai értesítőkben, naptárakban, a budapesti Archaeológiai Értesítő, Időjárás hasábjain. Születésének századik évfordulója után került sor Táj és tudomány c. alatt válogatott írásainak gyűjteményes kiadására unokája, a szintén régész László Attila gondozásában és előszavával (1978). A kötetből kiemelendő tanulmányok: A kézdivásárhelyi ágyú-lelet. Igazi Gábor Áron-ágyú; A Székely Nemzeti Múzeum galambbúgos kapui; Az erősdi edények típusai. Ugyanitt Debreczy Sándor a pedagógusról, Kovács Sándor a botanikusról és meteorológusról, Gazda Klára a néprajzos-muzeológusról értekezik.

## Főbb művei
- Háromszék vármegyei praemykenaei jellegű telepek; Stief Ny., Kolozsvár, 1911
- Négyezeréves kultúra emlékei Háromszék vármegyében; Jókai Ny., Sepsiszentgyörgy, 1911
- Táj és tudomány. Válogatott írások; szerk., előszó László Attila; Kriterion, Bukarest, 1978